# Liste von Burgen, Schlössern und Festungen im Département Aisne
Die Liste von Burgen, Schlössern und Festungen im Département Aisne listet bestehende und abgegangene Anlagen im Département Aisne auf. Das Département zählt zur Region Hauts-de-France in Frankreich.

Wappen des Départements Aisne (02)
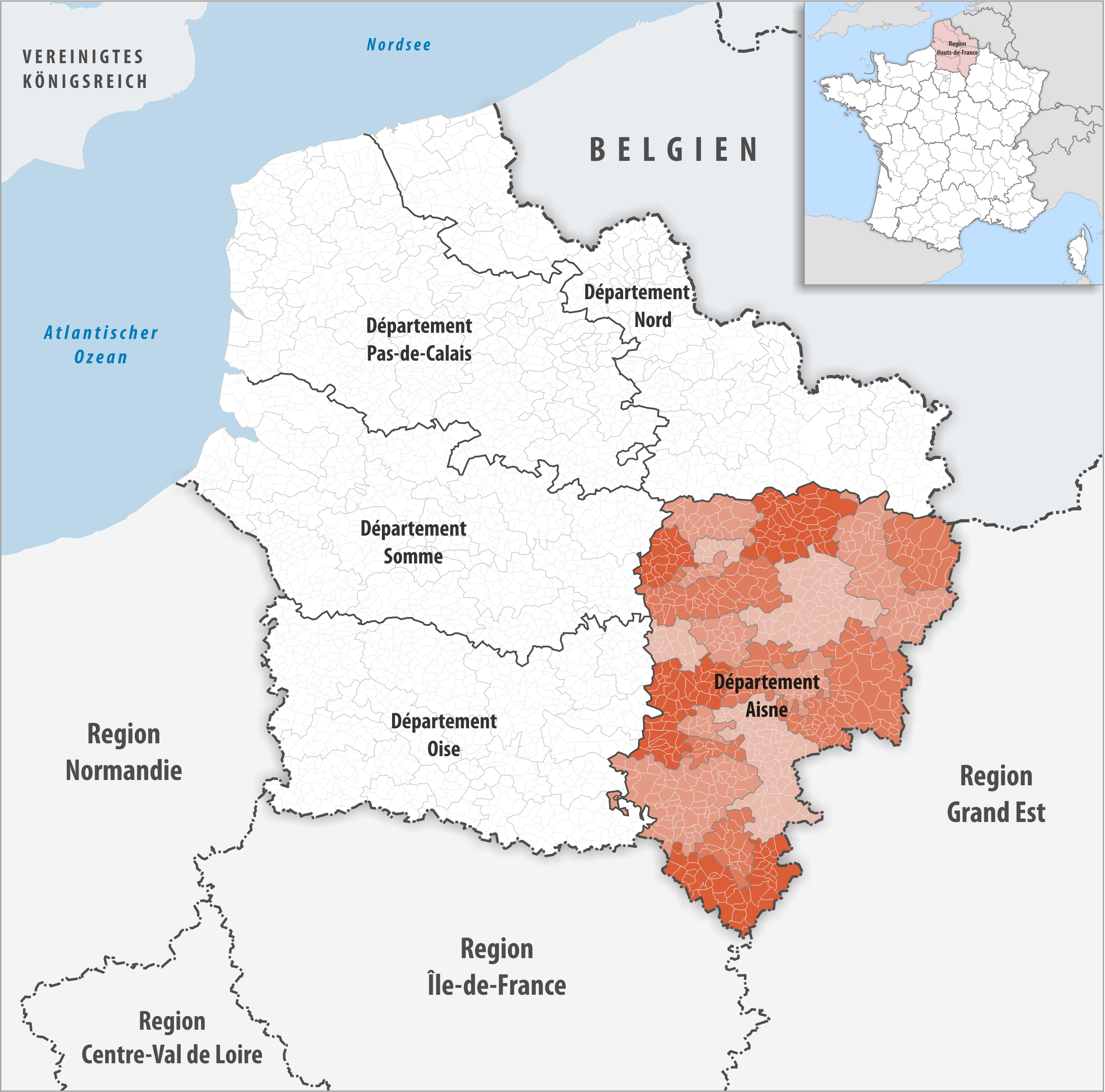
Lage des Départements Aisne in der Region Hauts-de-France
Lage der Region Hauts-de-France in Frankreich

## Liste
Bestand am 12. September 2021: 98
| Name deu / fra                                                           | Gemeinde / Lage                   | Typ (Untertyp)       | Bemerkungen | Bild |
| ------------------------------------------------------------------------ | --------------------------------- | -------------------- | --- | ---- |
| Burg Ambleny Donjon d'Ambleny                                            | Ambleny 49,380646° N, 3,183563° O | Burg (Donjon)        | Nur der Donjon ist noch erhalten                                                                                     |      |
| Schloss Anizy Château d'Anizy                                            | Anizy-le-Grand                    | Schloss              | Ist in der Stadt Anecy-le-Château aufgegangen (Rue du Vieux Château)                                                 |      |
| Burg Armentières Château d'Armentières                                   | Armentières-sur-Ourcq             | Burg                 | |      |
| Schloss Arranceau Château d'Arranceau                                    | Arrancy 49,499712° N, 3,759888° O | Schloss              | Liegt ca. 1 km nordnordöstlich von Arrancy                                                                           |      |
| Schloss Arrancy Château d'Arrancy                                        | Arrancy 49,492445° N, 3,757258° O | Schloss              | Befindet sich am östlichen Ende von Arrancy                                                                          |      |
| Schloss L’Arrouaise Château de l'Arrouaise                               | Oisy                              | Schloss              | |      |
| Burg Aulnois-sous-Laon Château d'Aulnois-sous-Laon                       | Aulnois-sous-Laon                 | Burg                 | |      |
| Schloss Autremencourt Château d'Autremencourt                            | Autremencourt                     | Schloss              | |      |
| Schloss Barral Hôtel de Barral                                           | Soissons                          | Schloss (Hôtel)      | |      |
| Burg Le Bas Château du Bas                                               | Braine                            | Burg                 | Unterburg von Braine                                                                                                 |      |
| Burg Bazoches-sur-Vesles Château de Bazoches-sur-Vesles                  | Bazoches-sur-Vesles               | Burg                 | Ruine |      |
| Burg Beaurevoir Château de Beaurevoir                                    | Beaurevoir                        | Burg                 | Hier war Jeanne d’Arc im Jahr 1430 Gefangene; heute nur ein Wachtturm, der so genannte „Tour Jeanne d’Arc“, erhalten |      |
| Schloss Bernoville Château de Bernoville                                 | Aisonville-et-Bernoville          | Schloss              | |      |
| Burg Berzy-le-Sec Château de Berzy-le-Sec                                | Berzy-le-Sec                      | Burg                 | Ruine |      |
| Altes Schloss Blérancourt Ancien château de Blérancourt                  | Blérancourt                       | Schloss              | |      |
| Schloss Blérancourt Château de Blérancourt                               | Blérancourt                       | Schloss              | |      |
| Schloss Bois-lès-Pargny Donjon de Bois-lès-Pargny                        | Bois-lès-Pargny                   | Schloss              | Nur der Donjon ist erhalten                                                                                          |      |
| Schloss Bourguignon-sous-Montbavin Château de Bourguignon-sous-Montbavin | Bourguignon-sous-Montbavin        | Schloss              | |      |
| Schloss La Bôve Château de la Bôve                                       | Bouconville-Vauclair              | Schloss              | |      |
| Schloss Branges Château de Branges                                       | Arcy-Sainte-Restitue              | Schloss              | Im Weiler Branges |      |
| Burg Bucy-le-Long Château de Bucy-le-Long                                | Bucy-le-Long                      | Burg                 | Nur ein Turm ist noch erhalten                                                                                       |      |
| Schloss Le Buisson Château du Buisson                                    | Brécy                             | Schloss              | |      |
| Schloss Chambly Château de Chambly                                       | Bosmont-sur-Serre                 | Schloss              | |      |
| Burg Cambron Château de Cambron                                          | Fontaine-lès-Vervins              | Burg                 | |      |
| Schloss Caulaincourt Château de Caulaincourt                             | Caulaincourt                      | Schloss              | |      |
| Burg Cerny-lès-Bucy Donjon de Cerny-lès-Bucy                             | Cerny-lès-Bucy                    | Burg (Donjon)        | |      |
| Schloss Chailvet Château de Chailvet                                     | Royaucourt-et-Chailvet            | Schloss              | |      |
| Schloss Chalandry Château de Chalandry                                   | Chalandry                         | Schloss              | |      |
| Burg Château-Thierry Château de Château-Thierry                          | Château-Thierry                   | Burg                 | Ruine |      |
| Schloss Chevregny Château de Chevregny                                   | Chevregny                         | Schloss              | Im Ersten Weltkrieg zerstört – an anderer Stelle wurde ein neues Schloss Chaînées gebaut                             |      |
| Schloss Cœuvres Château de Cœuvres                                       | Cœuvres-et-Valsery                | Schloss              | |      |
| Schloss Condé Château de Condé                                           | Condé-en-Brie                     | Schloss              | |      |
| Burg Coucy Château de Coucy                                              | Coucy-le-Château-Auffrique        | Burg                 | Ruine |      |
| Schloss Courcelles Château de Courcelles                                 | Courcelles-sur-Vesle              | Schloss              | |      |
| Schloss Couvrelles Château de Couvrelles                                 | Couvrelles                        | Schloss              | |      |
| Herrenhaus Coyolles Manoir de Coyolles                                   | Coyolles                          | Schloss (Herrenhaus) | |      |
| Burg Cramaille Château de Cramaille                                      | Cramaille                         | Burg                 | Ruine |      |
| Burg Droizy Château de Droizy                                            | Droizy                            | Burg                 | |      |
| Schloss L’Etang Château de l'Étang                                       | Audigny                           | Schloss              | |      |
| Burg La Fère Château de La Fère                                          | La Fère                           | Burg                 | |      |
| Burg Fère-en-Tardenois Château de Fère-en-Tardenois                      | Fère-en-Tardenois                 | Burg                 | Ruine |      |
| Burg La Ferté-Milon Château de La Ferté-Milon                            | La Ferté-Milon                    | Burg                 | Ruine |      |
| Schloss Festieux Château de Festieux                                     | Festieux                          | Schloss              | |      |
| Schloss Folembray Château de Folembray                                   | Folembray                         | Schloss              | |      |
| Herrenhaus Les Fossés Manoir des Fossés                                  | Haramont                          | Schloss (Herrenhaus) | |      |
| Schloss François Ier Château François Ier                                | Villers-Cotterêts                 | Schloss              | |      |
| Schloss Gandelu Château de Gandelu                                       | Gandelu                           | Schloss              | |      |
| Schloss Givray Château de Givray                                         | Bruyères-sur-Fère                 | Schloss              | |      |
| Burg Guise Château de Guise                                              | Guise                             | Burg                 | Ruine |      |
| Schloss Jouaignes Château de Jouaignes                                   | Jouaignes                         | Schloss              | |      |
| Herrenhaus Louâtre Manoir de Louâtre                                     | Louâtre                           | Schloss (Herrenhaus) | |      |
| Schloss Louâtre Château de Louâtre                                       | Louâtre                           | Schloss              | |      |
| Schloss Marchais Château de Marchais                                     | Marchais                          | Schloss              | |      |
| Schloss Marfontaine Château de Marfontaine                               | Marfontaine                       | Schloss              | |      |
| Schloss Marigny-en-Orxois Château de Marigny-en-Orxois                   | Marigny-en-Orxois                 | Schloss              | |      |
| Burg Marizy-Saint-Mard Château de Marizy-Saint-Mard                      | Marizy-Saint-Mard                 | Burg                 | |      |
| Schloss Mauregny-en-Haye Château de Mauregny-en-Haye                     | Mauregny-en-Haye                  | Schloss              | |      |
| Schloss Mazancourt Château de Mazancourt                                 | Vivières                          | Schloss              | |      |
| Schloss Missy-lès-Pierrepont Château de Missy-lès-Pierrepont             | Missy-lès-Pierrepont              | Schloss              | |      |
| Schloss Mont-Saint-Martin Château de Mont-Saint-Martin                   | Mont-Saint-Martin                 | Schloss              | |      |
| Schloss Montgobert Château de Montgobert                                 | Montgobert                        | Schloss              | |      |
| Schloss Montois Château de Montois                                       | Ressons-le-Long                   | Schloss              | |      |
| Schloss Moucheton Château de Moucheton                                   | Épieds                            | Schloss              | |      |
| Schloss La Muette Château de la Muette                                   | Largny-sur-Automne                | Schloss              | |      |
| Schloss Muret Château de Muret                                           | Muret-et-Crouttes                 | Schloss              | Ruine |      |
| Burg Nesles Château de Nesles                                            | Seringes-et-Nesles                | Burg                 | Ruine |      |
| Schloss Noüe Château de Noüe                                             | Villers-Cotterêts                 | Schloss              | |      |
| Schloss Le Nouvion-en-Thiérache Château du Nouvion-en-Thiérache          | Le Nouvion-en-Thiérache           | Schloss              | |      |
| Schloss Oigny-en-Valois Château d'Oigny-en-Valois                        | Oigny-en-Valois                   | Schloss              | |      |
| Schloss Paars Château de Paars                                           | Paars                             | Schloss              | |      |
| Schloss Parpeville Château de Parpeville                                 | Parpeville                        | Schloss              | |      |
| Burg Passy-en-Valois Château de Passy-en-Valois                          | Passy-en-Valois                   | Burg                 | |      |
| Burg Pernant Château de Pernant                                          | Pernant                           | Burg                 | |      |
| Schloss La Pilule Château de la Pilule                                   | Saint-Quentin                     | Schloss              | |      |
| Schloss La Plesnoye Château de la Plesnoye                               | Englancourt                       | Schloss              | |      |
| Schloss Pont-Saint-Mard Château de Pont-Saint-Mard                       | Pont-Saint-Mard                   | Schloss              | |      |
| Schloss Presles Château de Presles                                       | Presles-et-Thierny                | Schloss              | |      |
| Schloss Puisieux-et-Clanlieu Château de Puisieux-et-Clanlieu             | Puisieux-et-Clanlieu              | Schloss              | |      |
| Burg Quierzy Château de Quierzy                                          | Quierzy                           | Burg                 | Teiles eines Turms vorhanden                                                                                         |      |
| Schloss Quincy-sous-le-Mont Château de Quincy-sous-le-Mont               | Quincy-sous-le-Mont               | Schloss              | |      |
| Herrenhaus Révillon Manoir de Révillon                                   | Révillon                          | Schloss (Herrenhaus) | |      |
| Burg Rognac Château de Rognac                                            | Coulonges-Cohan                   | Burg                 | Ruine |      |
| Burg Saponay Château de Saponay                                          | Saponay                           | Burg                 | |      |
| Schloss Septmonts Château de Septmonts                                   | Septmonts                         | Schloss              | Ruine |      |
| Schloss Sons-et-Ronchères Château de Sons-et-Ronchères                   | Sons-et-Ronchères                 | Schloss              | |      |
| Schloss Soupir Château de Soupir                                         | Soupir                            | Schloss              | Ruine |      |
| Schloss Vadancourt Château de Vadancourt                                 | Maissemy                          | Schloss              | Im Ersten Weltkrieg zerstört und anschließend wieder aufgebaut                                                       |      |
| Schloss Vauxbuin Château de Vauxbuin                                     | Vauxbuin                          | Schloss              | |      |
| Burg Vervins Château de Vervins                                          | Vervins                           | Festung              | Ruine |      |
| Schloss Vic-sur-Aisne Château de Vic-sur-Aisne                           | Vic-sur-Aisne                     | Schloss              | Donjon noch erhalten                                                                                                 |      |
| Schloss Viels-Maisons Château de Viels-Maisons                           | Viels-Maisons                     | Schloss              | |      |
| Schloss Vierzy Château de Vierzy                                         | Vierzy                            | Schloss              | |      |
| Burg Ville-Savoye Château de Ville-Savoye                                | Ville-Savoye                      | Burg                 | Ruine |      |
| Burg Villeblain Château de Villeblain                                    | Chacrise                          | Burg                 | |      |
| Schloss Villeneuve-Saint-Germain Château de Villeneuve-Saint-Germain     | Villeneuve-Saint-Germain          | Schloss              | |      |
| Schloss Villers-Cotterêts Château de Villers-Cotterêts                   | Villers-Cotterêts                 | Schloss              | |      |
| Schloss Villers-Hélon Château de Villers-Hélon                           | Villers-Hélon                     | Schloss              | |      |
| Schloss Villiers-Saint-Denis Château de Villiers-Saint-Denis             | Villiers-Saint-Denis              | Schloss              | |      |